# Alexander Hamilton (marinheiro)
Alexander Hamilton (antes de 1688 - depois de 1733) foi um capitão do mar escocês, corsário e comerciante.
Nos seus primeiros anos, ele viajou amplamente pela Europa, na costa da Berbéria, Índias Ocidentais, Índia e Sudeste Asiático. Em sua chegada a Bombaim, em 1688, ele foi brevemente pressionado a empregar a Companhia Britânica das Índias Orientais em uma guerra local e depois se estabeleceu como comerciante de um país privado, operando em Surate. Ele foi nomeado comandante da Marinha de Bombaim em junho de 1717, no cargo em que suprimiu a pirataria.
A principal fonte de informação existente sobre Hamilton é seu próprio livro, A New Account of the East Indies (1727). O termo então abrangeu uma área geográfica muito mais ampla do que hoje — 'a maioria dos países e ilhas de comércio e navegação, entre o Cabo da Boa Esperança e a ilha do Japão'. Ilustrado com histórias animadas, fornece uma visão valiosa da vida no início da Ásia moderna.